# Wingate-Test
Der Wingate-Test gilt als die zuverlässigste Methode zur Bestimmung des Verlaufs und des Umfanges der anaeroben Leistungsfähigkeit. Hierbei wird an einem (Hand- oder Fußkurbel-)Ergometer 30 s maximal im Sitzen oder Liegen gekurbelt. Es werden die Gesamtleistung, die punktuelle Maximalleistung, der Sauerstoffverbrauch sowie dieselben Leistungen in den je 10 s Abschnitten gemessen. Beim Einsatz der Handkurbel ist die Sauerstoffversorgung im Gehirn stärker beeinträchtigt als bei der Fußkurbel, sodass es zu Bewusstseinsstörungen kommen kann – was die (Retest-)Reliabilität beeinträchtigt. Da in Mannschaftssportarten im Gegensatz zu Leichtathletik oder Radrennsport die Belastungen selten 30 s dauern, wurde hierfür auch eine Abwandlung über nur 20 s verwendet. Da die laktazide-anaerobe Leistungsfähigkeit bei Kindern noch nicht stark ausgeprägt ist, wird der Test bei Kindern nicht eingesetzt.